# فرد راسکین
فرد راسکین (انگلیسی: Fred Raskin؛ زادهٔ ۲۶ سپتامبر ۱۹۷۳) یک تدوین‌گر اهل ایالات متحده آمریکا است. وی از سال ۱۹۹۵ میلادی تاکنون مشغول فعالیت بوده‌است.

## بخشی از فیلمشناسی
- ۲۰۰۶ - آناپولیس (فیلم)
- ۲۰۰۶ - سریع و خشمگین: توکیو دریفت
- ۲۰۰۸ - پروژه لازاروس
- ۲۰۱۱ - سریع و خشمگین ۵ - نامزد جایزه ساترن بهترین تدوین (مشترکاً به همراه کریستین واگنر و Kelly Matsumoto
- ۲۰۱۲ - جنگوی زنجیرگسسته - نامزد جایزه بفتا بهترین تدوین
- ۲۰۱۴ - نگهبانان کهکشان (فیلم) - نامزد جایزه ساترن بهترین تدوین (مشترکاً به همراه هیوز وینبورن و کریگ وود
- ۲۰۱۵ - تاماهاوک استخوانی
- ۲۰۱۵- هشت نفرت‌انگیز
- ۲۰۱۷ - نگهبانان کهکشان بخش ۲